# Symplocos falcata
Symplocos falcata är en tvåhjärtbladig växtart som beskrevs av August Brand. Symplocos falcata ingår i släktet Symplocos och familjen Symplocaceae. Inga underarter finns listade i Catalogue of Life.